# 77. Międzynarodowy Festiwal Filmowy w Cannes
77. Międzynarodowy Festiwal Filmowy w Cannes odbył się w dniach 14−25 maja 2024 roku. Imprezę otworzył pokaz francuskiej komedii Drugi akt w reżyserii Quentina Dupieux. W konkursie głównym zaprezentowane zostały 22 filmy pochodzące z 13 różnych krajów.
Jury pod przewodnictwem amerykańskiej reżyserki Grety Gerwig przyznało nagrodę główną festiwalu, Złotą Palmę, amerykańskiemu filmowi Anora w reżyserii Seana Bakera. Drugą nagrodę w konkursie głównym, Grand Prix, przyznano indyjskiemu filmowi Wszystkie odcienie światła w reżyserii Payal Kapadii.
Oficjalny plakat promocyjny festiwalu przedstawiał kadr z japońskiego filmu Sierpniowa rapsodia (1991) Akiry Kurosawy. Galę otwarcia i zamknięcia festiwalu prowadziła francuska aktorka Camille Cottin. Honorową Złotą Palmę za całokształt twórczości otrzymali amerykański reżyser George Lucas i amerykańska aktorka Meryl Streep oraz japońskie Studio Ghibli.

## Członkowie jury

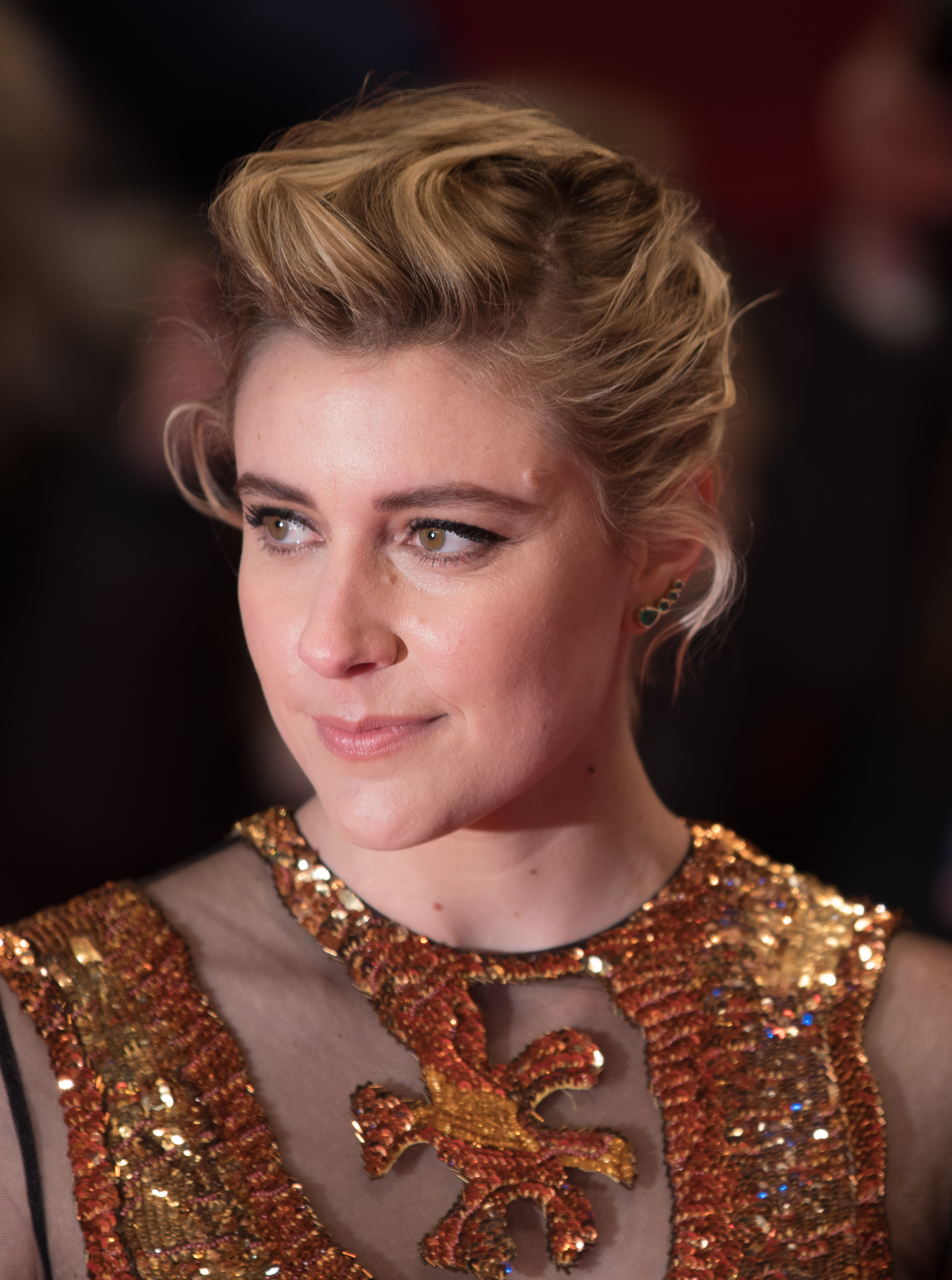
Przewodnicząca jury konkursu głównego Greta Gerwig.

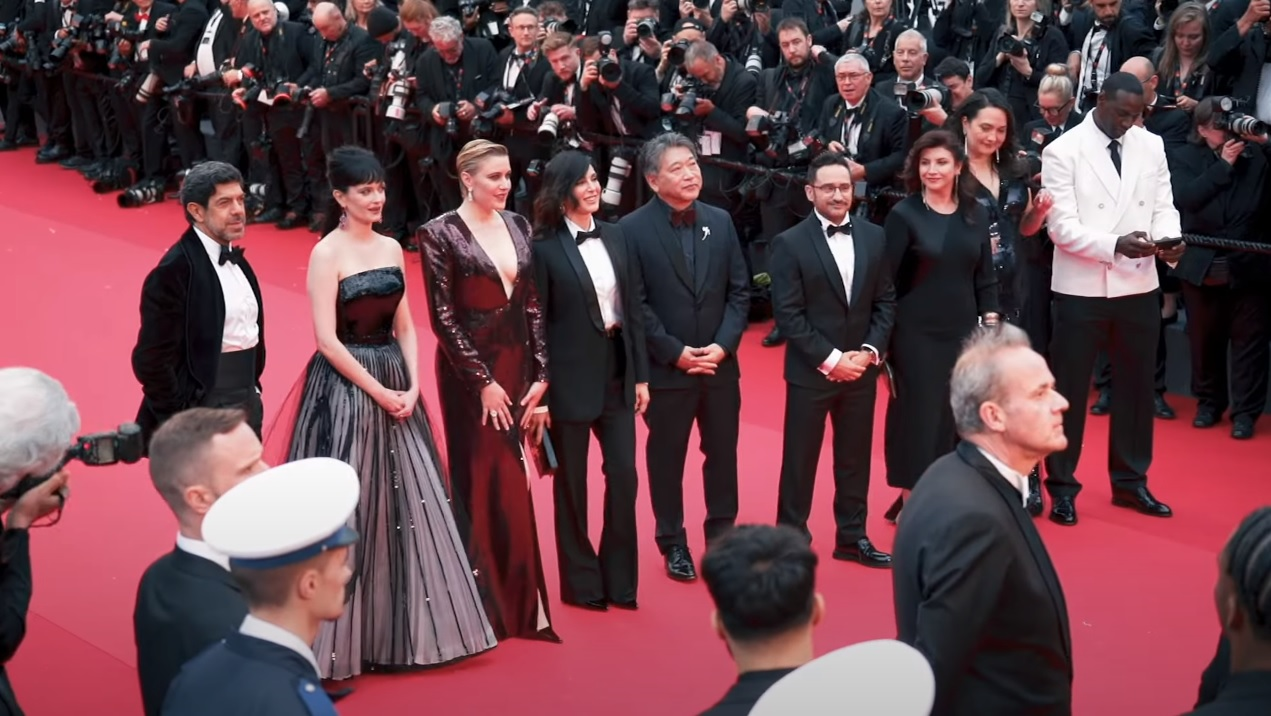
Jury konkursu głównego.

### Konkurs główny
- Greta Gerwig, amerykańska reżyserka − przewodnicząca jury[8][9]
- Juan Antonio Bayona, hiszpański reżyser
- Ebru Ceylan, turecka scenarzystka
- Pierfrancesco Favino, włoski aktor
- Lily Gladstone, amerykańska aktorka
- Eva Green, francuska aktorka
- Hirokazu Koreeda, japoński reżyser
- Nadine Labaki, libańska reżyserka
- Omar Sy, francuski aktor

### Sekcja „Un Certain Regard”
- Xavier Dolan, kanadyjski reżyser − przewodniczący jury
- Maïmouna Doucouré, francuska reżyserka
- Asmae El Moudir, marokańska reżyserka
- Vicky Krieps, luksemburska aktorka
- Todd McCarthy, amerykański krytyk filmowy

### Cinéfondation i filmy krótkometrażowe
- Lubna Azabal, belgijska aktorka − przewodnicząca jury
- Marie-Castille Mention-Schaar, francuska reżyserka
- Paolo Moretti, włoski selekcjoner festiwalowy
- Claudine Nougaret, francuska producentka filmowa
- Vladimir Perišić, serbski reżyser

### Złota Kamera – debiuty reżyserskie
- Baloji, kongijski raper i reżyser − współprzewodniczący jury
- Emmanuelle Béart, francuska aktorka − współprzewodnicząca jury
- Pascal Buron, francuski członek zarządu TSF Group
- Nathalie Chifflet, francuska dziennikarka
- Gilles Porte, francuski operator filmowy
- Zoé Wittock, belgijska reżyserka

### Złote Oko – filmy dokumentalne
- Nicolas Philibert, francuski reżyser − przewodniczący jury
- Dyana Gaye, francuska reżyserka
- Élise Jalladeau, francuska producentka filmowa
- Mina Kavani, irańska aktorka
- Francis Legault, kanadyjski reżyser i dyrektor Ici Radio-Canada Première

## Selekcja oficjalna

### Otwarcie i zamknięcie festiwalu
|             | Tytuł     | Reżyseria       | Kraj produkcji    |
| ----------- | --------- | --------------- | ----------------- |
| Otwierający | Drugi akt | Quentin Dupieux | Francja           |
| Zamykający  | Anora     | Sean Baker      | Stany Zjednoczone |

### Konkurs główny
Następujące filmy zostały wyselekcjonowane do udziału w konkursie głównym o Złotą Palmę:
| Tytuł polski                   | Tytuł oryginalny                      | Reżyseria               | Kraj produkcji    |
| ------------------------------ | ------------------------------------- | ----------------------- | ----------------- |

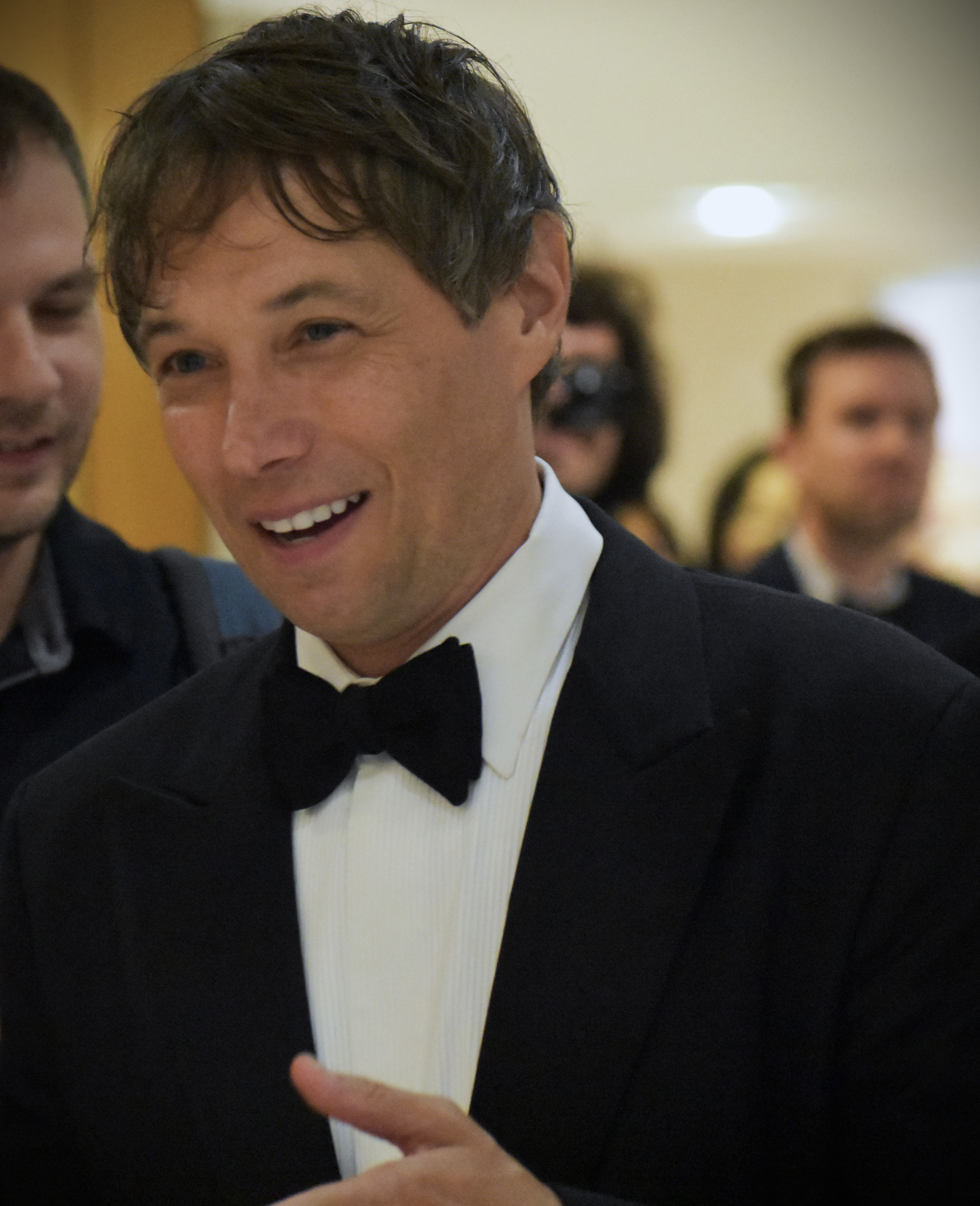
Sean Baker, zdobywca Złotej Palmy.

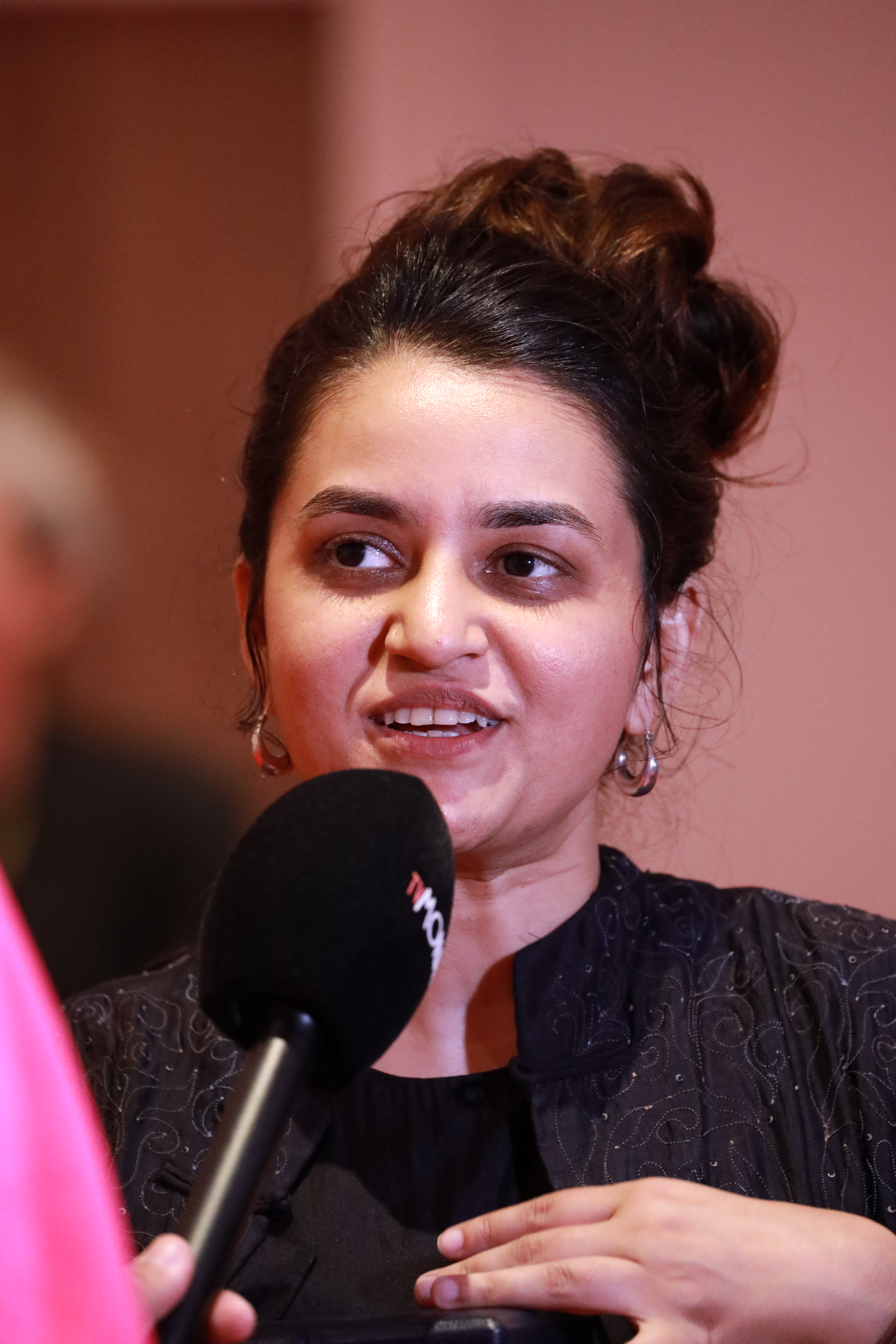
Payal Kapadia, laureatka Grand Prix.

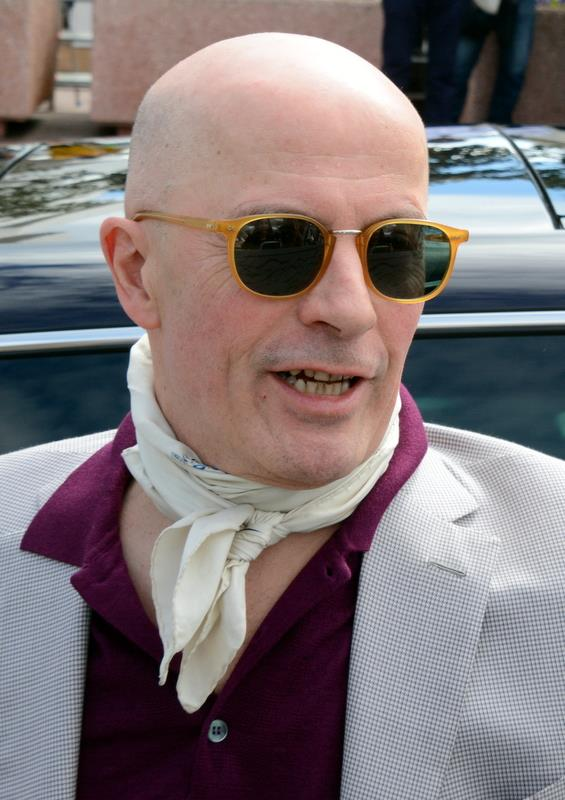
Jacques Audiard, zdobywca Nagrody Jury.

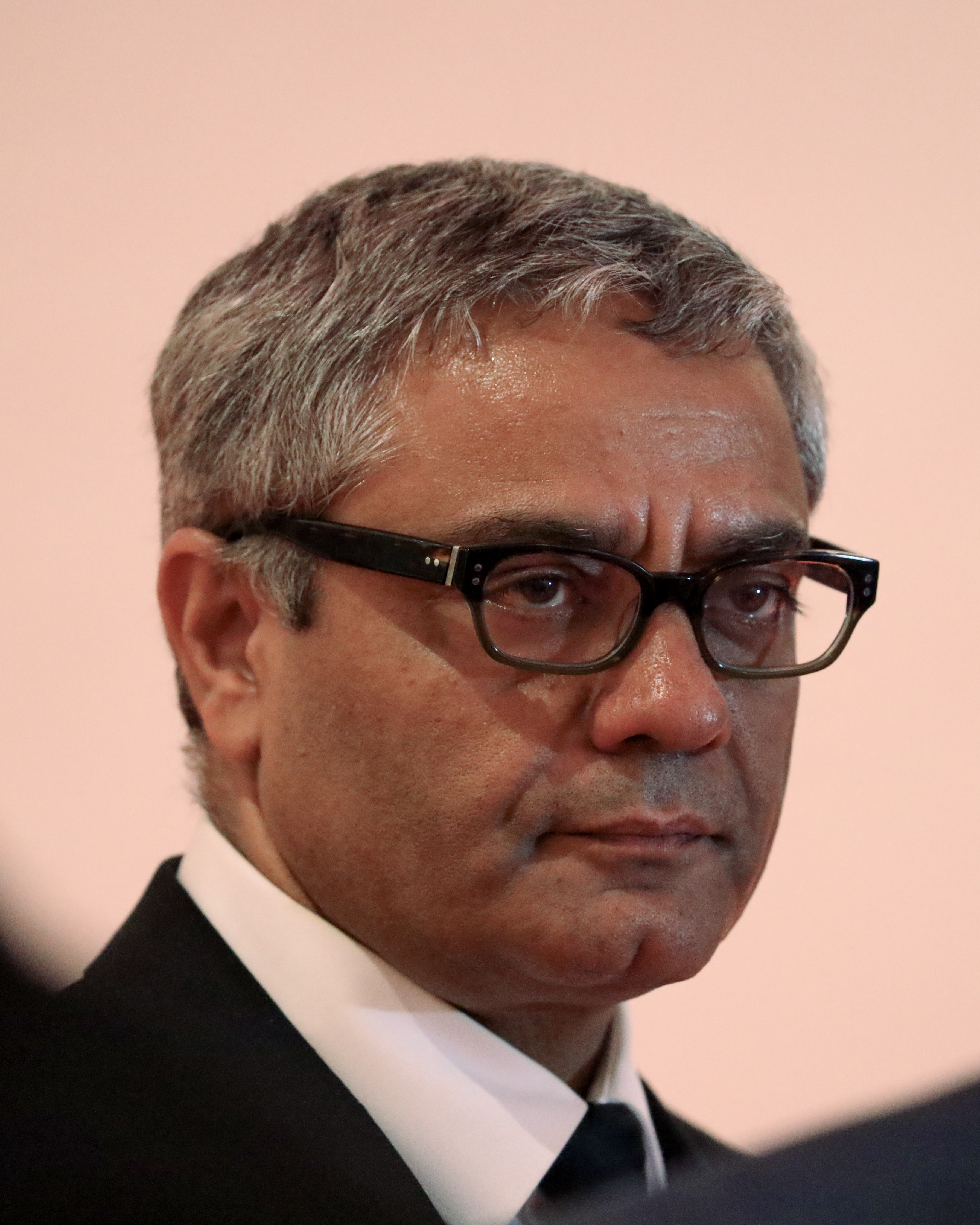
Wielokrotnie nagrodzony irański reżyser Mohammad Rasoulof.

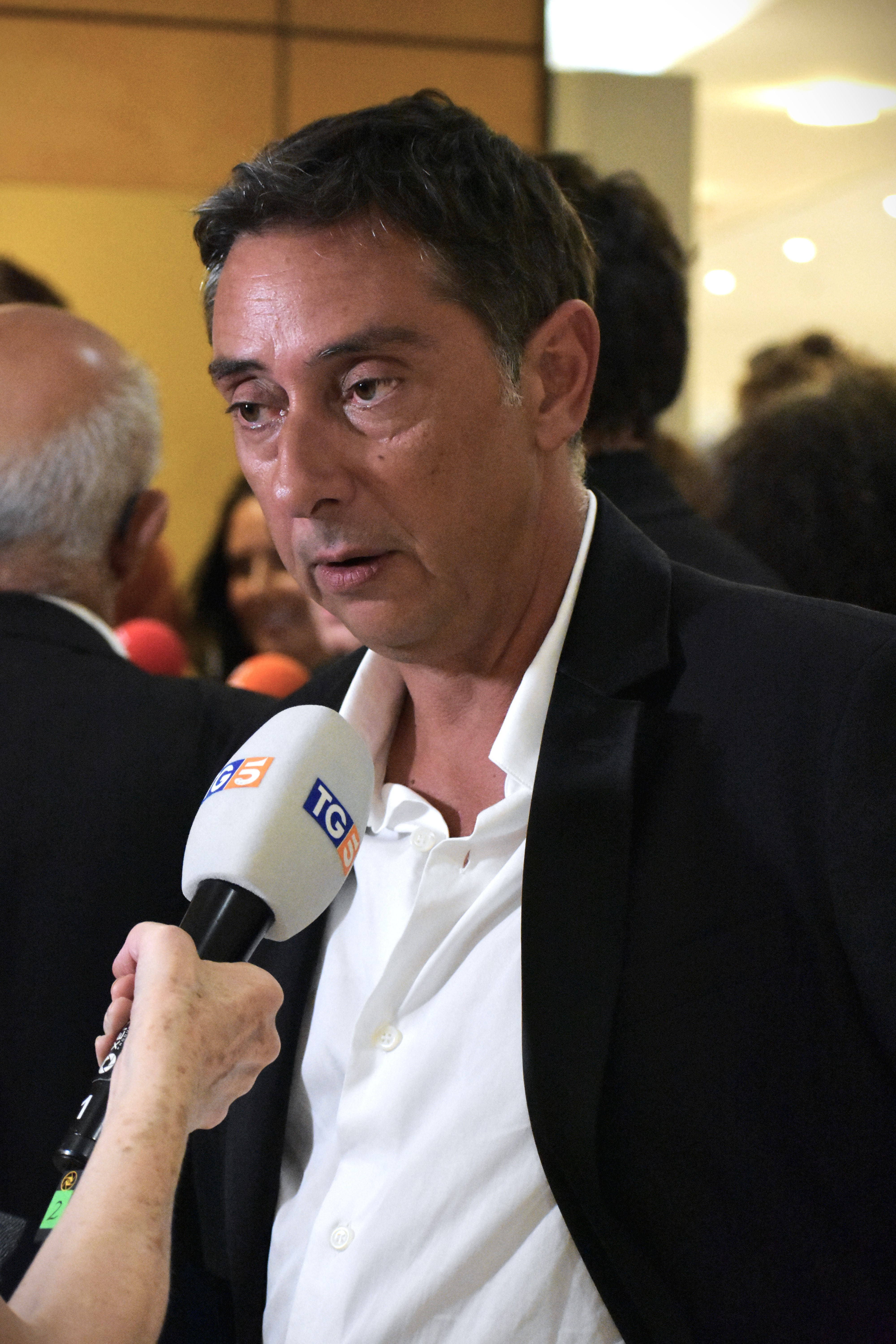
Miguel Gomes, wyróżniony nagrodą za reżyserię.

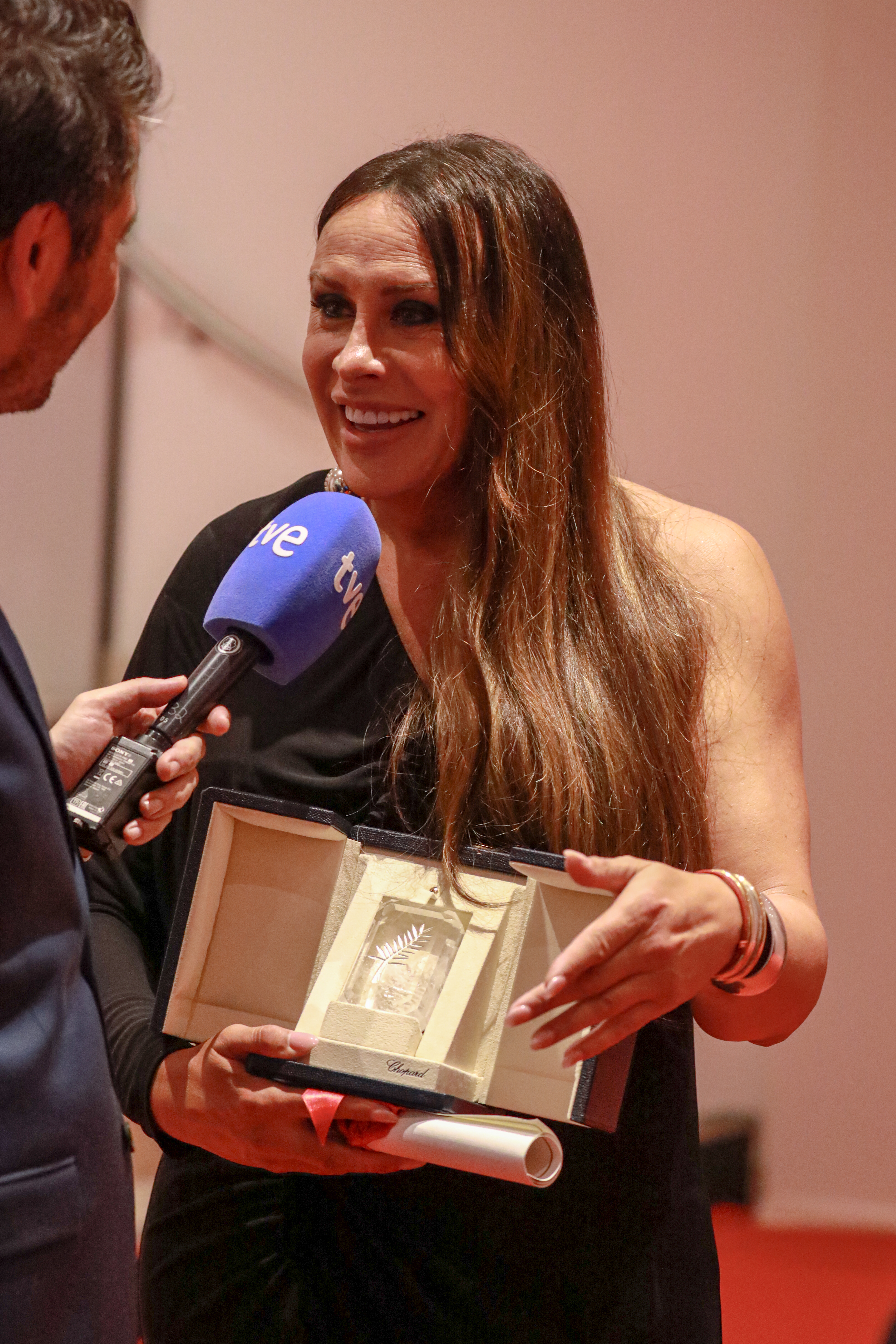
Karla Sofía Gascón, laureatka zbiorowej nagrody dla najlepszej aktorki.

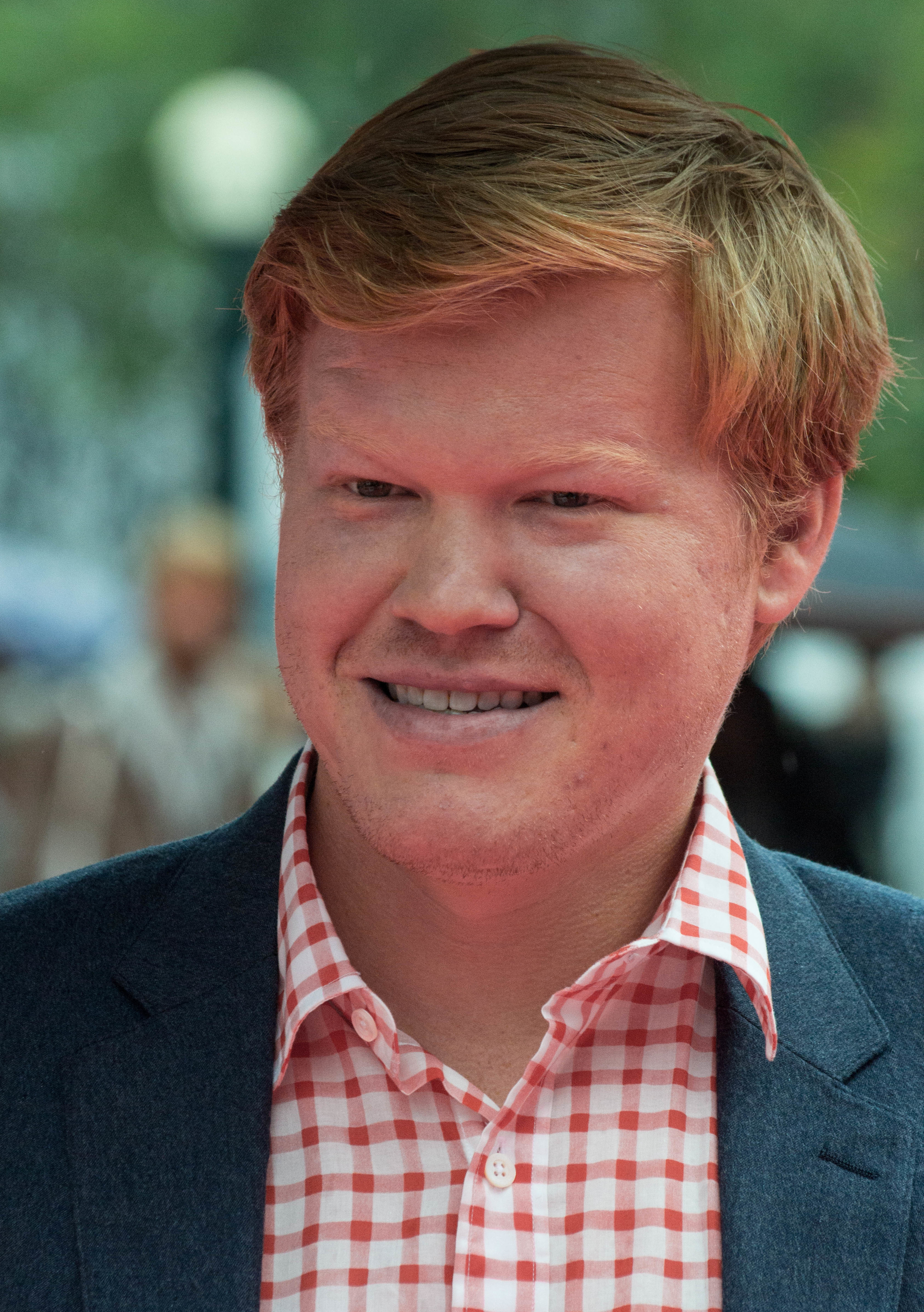
Nagrodzony amerykański aktor Jesse Plemons.

| Wszystkie odcienie światła     | All We Imagine as Light               | Payal Kapadia           | Indie             |
| Beating Hearts                 | L'amour ouf                           | Gilles Lellouche        | Francja           |
| Anora                          | Anora                                 | Sean Baker              | Stany Zjednoczone |
| Wybraniec                      | The Apprentice                        | Ali Abbasi              | Kanada            |
| Bird                           | Bird                                  | Andrea Arnold           | Wielka Brytania   |
| Nasienie świętej figi          | دانه انجیر مقدس Daneh anjeer moghadas | Mohammad Rasoulof       | Iran              |
| Dziki diament                  | Diamant brut                          | Agathe Riedinger        | Francja           |
| Emilia Pérez                   | Emilia Pérez                          | Jacques Audiard         | Francja           |
| Przypływy                      | 风流一代 Feng liu yi dai              | Jia Zhangke             | Chiny             |
| Grand Tour                     | Grand Tour                            | Miguel Gomes            | Portugalia        |
| Rodzaje życzliwości            | Kinds of Kindness                     | Jorgos Lantimos         | Irlandia          |
| Ballada o Limonowie            | Limonov: The Ballad                   | Kiriłł Sieriebriennikow | Francja           |
| Marcello Mio                   | Marcello mio                          | Christophe Honoré       | Francja           |
| Megalopolis                    | Megalopolis                           | Francis Ford Coppola    | Stany Zjednoczone |
| Motel Destino                  | Motel Destino                         | Karim Aïnouz            | Brazylia          |
| O, Kanado!                     | Oh, Canada                            | Paul Schrader           | Stany Zjednoczone |
| Bogini Partenope               | Parthenope                            | Paolo Sorrentino        | Włochy            |
| Dziewczyna z igłą              | Pigen med nålen                       | Magnus von Horn         | Dania             |
| Bezcenny pakunek               | La plus précieuse des marchandises    | Michel Hazanavicius     | Francja           |
| Całuny                         | The Shrouds                           | David Cronenberg        | Kanada            |
| Substancja                     | The Substance                         | Coralie Fargeat         | Stany Zjednoczone |
| Trzy kilometry do końca świata | Trei kilometri până la capătul lumii  | Emanuel Pârvu           | Rumunia           |

### Sekcja „Un Certain Regard”
Następujące filmy zostały wyświetlone na festiwalu w ramach sekcji „Un Certain Regard”:
| Tytuł polski           | Tytuł oryginalny               | Reżyseria              | Kraj produkcji   |
| ---------------------- | ------------------------------ | ---------------------- | ---------------- |
| Armand                 | Armand                         | Halfdan Ullmann Tøndel | Norwegia         |
| My Sunshine            | ぼくのお日さま Boku no ohisama | Hiroshi Okuyama        | Japonia          |
| Przeklęci              | I dannati                      | Roberto Minervini      | Włochy           |
| Czarny pies            | 狗阵 Gou zhen                  | Guan Hu                | Chiny            |
| Historia Souleymane’a  | L'histoire de Souleymane       | Boris Lojkine          | Francja          |
| Jutro o świcie         | Ljósbrot                       | Rúnar Rúnarsson        | Islandia         |
| Niki                   | Niki                           | Céline Sallette        | Francja          |
| Norah                  | نورة Norah                     | Tawfik Alzaidi         | Arabia Saudyjska |
| Jak zostałam perliczką | On Becoming a Guinea Fowl      | Rungano Nyoni          | Zambia           |
| Pies przed sądem       | Le procès du chien             | Laetitia Dosch         | Szwajcaria       |
| Nasze królestwo        | Le royaume                     | Julien Colonna         | Francja          |
| Santosh                | संतोष Santosh                    | Sandhya Suri           | Indie            |
| September rozkazuje    | September Says                 | Ariane Labed           | Irlandia         |
| Bezwstydne             | The Shameless                  | Konstantin Bożanow     | Indie            |
| Flow                   | Straume                        | Gints Zilbalodis       | Łotwa            |
| Viet i Nam             | Trong lòng đất                 | Minh Quý Trương        | Wietnam          |
| Wioska obok raju       | The Village Next to Paradise   | Mo Harawe              | Somalia          |
| Niech to diabli!       | Vingt dieux                    | Louise Courvoisier     | Francja          |

### Pokazy pozakonkursowe
Następujące filmy zostały wyświetlone na festiwalu w ramach pokazów pozakonkursowych:
| Tytuł polski                          | Tytuł oryginalny                              | Reżyseria                                       | Kraj produkcji    |
| ------------------------------------- | --------------------------------------------- | ----------------------------------------------- | ----------------- |
| Ja, kat                               | 베테랑 2 Beterang 2                           | Ryoo Seung-wan                                  | Korea Południowa  |
| Hrabia Monte Christo                  | Le comte de Monte-Cristo                      | Alexandre de La Patellière i Matthieu Delaporte | Francja           |
| Drugi akt                             | Le deuxième acte                              | Quentin Dupieux                                 | Francja           |
| Balkoniary                            | Les femmes au balcon                          | Noémie Merlant                                  | Francja           |
| Furiosa: Saga Mad Max                 | Furiosa: A Mad Max Saga                       | George Miller                                   | Australia         |
| Horyzont. Rozdział 1                  | Horizon: An American Saga – Chapter 1         | Kevin Costner                                   | Stany Zjednoczone |
| Bezimienna                            | 醬園弄 Jiang yuan nong                        | Peter Chan                                      | Hongkong          |
| Zmierzch wojowników: Miasto za murami | 九龍城寨之圍城 Jiu long cheng zhai: Wei cheng | Soi Cheang                                      | Hongkong          |
| Pogłoski                              | Rumours                                       | Guy Maddin, Evan Johnson i Galen Johnson        | Kanada            |
| Surfer                                | The Surfer                                    | Lorcan Finnegan                                 | Australia         |

### Sekcja „Cannes Premiere”
Następujące filmy zostały wyświetlone na festiwalu w ramach sekcji „Cannes Premiere”:
| Tytuł polski                     | Tytuł oryginalny         | Reżyseria                           | Kraj produkcji |
| -------------------------------- | ------------------------ | ----------------------------------- | -------------- |
| To nie ja (film krótkometrażowy) | C'est pas moi            | Leos Carax                          | Francja        |
| Wysokie i niskie tony            | En fanfare               | Emmanuel Courcol                    | Francja        |
| Wszyscy kochają Toudę            | Everybody Loves Touda    | Nabil Ayouch                        | Maroko         |
| Maria                            | Maria                    | Jessica Palud                       | Francja        |
| Mizerykordia                     | Miséricorde              | Alain Guiraudie                     | Francja        |
| Spotkanie z Pol Potem            | Rendez-vous avec Pol Pot | Rithy Panh                          | Kambodża       |
| Opowieść o Jimie                 | Le roman de Jim          | Arnaud Larrieu i Jean-Marie Larrieu | Francja        |
| Żyć, umierać, odradzać się       | Vivre, mourir, renaître  | Gaël Morel                          | Francja        |

### Pokazy specjalne
Następujące filmy zostały wyświetlone na festiwalu w ramach pokazów specjalnych:
| Tytuł polski                     | Tytuł oryginalny                    | Reżyseria                                           | Kraj produkcji    |
| -------------------------------- | ----------------------------------- | --------------------------------------------------- | ----------------- |
| Angelo w zaczarowanym lesie      | Angelo dans la forêt mystérieuse    | Vincent Paronnaud i Alexis Ducord                   | Francja           |
| Ucząc się                        | Apprendre                           | Claire Simon                                        | Francja           |
| Sztuka radości (miniserial)      | L'arte della gioia                  | Valeria Golino i Nicolangelo Gelormini              | Włochy            |
| Piękność z Gazy                  | La belle de Gaza                    | Yolande Zauberman                                   | Francja           |
| Ernest Cole: odnaleziona legenda | Ernest Cole: Lost and Found         | Raoul Peck                                          | Stany Zjednoczone |
| Zwykła sprawa                    | Le fil                              | Daniel Auteuil                                      | Francja           |
| Inwazja                          | The Invasion                        | Siergiej Łoznica                                    | Ukraina           |
| Lula                             | Lula                                | Oliver Stone i Robert S. Wilson                     | Stany Zjednoczone |
| Nasty: Więcej niż tenis          | Nasty                               | Tudor Giurgiu, Cristian Pascariu i Tudor D. Popescu | Rumunia           |
| Dzicy                            | Sauvages                            | Claude Barras                                       | Szwajcaria        |
| Kinomani!                        | Spectateurs!                        | Arnaud Desplechin                                   | Francja           |
| Nieukończony film                | 一部未完成的电影 An Unfinished Film | Lou Ye                                              | Singapur          |

## Laureaci nagród

### Konkurs główny
Złota Palma
- Anora, reż. Sean Baker

Grand Prix
- Wszystkie odcienie światła, reż. Payal Kapadia

Nagroda Jury
- Emilia Pérez, reż. Jacques Audiard

Nagroda Specjalna Jury
- Nasienie świętej figi, reż. Mohammad Rasoulof

Najlepsza reżyseria
- Miguel Gomes − Grand Tour

Najlepsza aktorka
- Karla Sofía Gascón,  Selena Gomez,  Adriana Paz i  Zoe Saldaña − Emilia Pérez

Najlepszy aktor
- Jesse Plemons − Rodzaje życzliwości

Najlepszy scenariusz
- Coralie Fargeat − Substancja

### Sekcja „Un Certain Regard”
Nagroda Główna
- Czarny pies, reż. Guan Hu

Nagroda Jury
- Historia Souleymane’a, reż. Boris Lojkine

Najlepsza reżyseria
- Roberto Minervini − Przeklęci
- Rungano Nyoni − Jak zostałam perliczką

Najlepsza kreacja aktorska
- Abou Sangare − Historia Souleymane’a
- Anasuya Sengupta − Bezwstydne

Nagroda dla nowego głosu reżyserskiego
- Niech to diabli!, reż. Louise Courvoisier

Wyróżnienie Specjalne
- Norah, reż. Tawfik Alzaidi

### Konkurs filmów krótkometrażowych
Złota Palma dla najlepszego filmu krótkometrażowego
- Człowiek, który nie potrafił milczeć, reż. Nebojša Slijepčević

Wyróżnienie Specjalne
- Mau por um momento, reż. Daniel Soares

Nagroda Cinéfondation dla najlepszej etiudy studenckiej
- I miejsce:  Sunflowers Were the First Ones to Know..., reż. Chidananda S Naik
- II miejsce:  To chaos pou afise piso tis, reż. Nikos Kolioukos /  Out the Window Through the Wall, reż. Asya Segalovich
- III miejsce:  Bunnyhood, reż. Mansi Maheshwari

### Wybrane pozostałe nagrody
Złota Kamera za najlepszy debiut reżyserski
- Armand, reż. Halfdan Ullmann Tøndel
  - Wyróżnienie:  Kundel, reż. Chiang Wei Liang i You Qiao Yin

Nagroda Główna w sekcji „Międzynarodowy Tydzień Krytyki”
- Simón de la montaña, reż. Federico Luis

Nagroda Label Europa Cinemas dla najlepszego filmu europejskiego w sekcji „Quinzaine des réalisateurs”
- Wrócicie do siebie, reż. Jonás Trueba

Złote Oko za najlepszy film dokumentalny
- Granica marzeń, reż. Nada Riyadh i Ayman El Amir
- Ernest Cole: odnaleziona legenda, reż. Raoul Peck

Nagroda FIPRESCI
- Konkurs główny:  Nasienie świętej figi, reż. Mohammad Rasoulof
- Sekcja „Un Certain Regard”:  Historia Souleymane’a, reż. Boris Lojkine
- Sekcje paralelne:  Pustynia w Namibii, reż. Yôko Yamanaka

Nagroda Jury Ekumenicznego
- Nasienie świętej figi, reż. Mohammad Rasoulof

Nagroda CST dla artysty technicznego
- Daria D'Antonio za zdjęcia do filmu Bogini Partenope

Nagroda za najlepszą ścieżkę dźwiękową
- Clément Ducol i Camille − Emilia Pérez

Nagroda im. François Chalais dla filmu propagującego znaczenie dziennikarstwa
- Nasienie świętej figi, reż. Mohammad Rasoulof

Queerowa Palma dla najlepszego filmu o tematyce LGBT
- Trzy kilometry do końca świata, reż. Emanuel Pârvu
  - Film krótkometrażowy:  Las novias del sur, reż. Elena López Riera

Nagroda Palm Dog dla najlepszego psiego występu na festiwalu
- Kodi − Pies przed sądem, reż. Laetitia Dosch
  - Grand Prix Jury:  Xin − Czarny pies, reż. Guan Hu

Honorowa Złota Palma za całokształt twórczości
- George Lucas
- Meryl Streep
- Studio Ghibli